# Скьяульванди
Скьяульванди (исл. Skjálfandi) — залив на севере Исландии. В переводе с исландского языка название залива означает «трепещущий», что может быть связано с землетрясениями в данной области.
Залив, образовавшийся в результате ледниковой деятельности, обладает двумя мощными втекающими потоками: ледниковой рекой Скьяульвандафльоут и рекой Лахсау (дословно — «Лососевая река»), известной обилием лосося и охраняемой Рамсарской конвенцией.
Единственный город рядом с заливом — Хусавик, обращённый к покрытым снегом горным хребтам Викнафьёдль и Киннарфьёдль на другой стороне залива.
Наивысшая точка достигает 1200 м.
Залив знаменит обилием видов китов, дельфинов и птиц.
В заливе находятся два острова. Больший из них, Флатей («плоский остров»), расположен близко к противоположному относительно Хусавика берегу. На острове есть деревня, в настоящее время необитаемая, насчитывающая несколько домов, школу и церковь. Паромной переправы до Флатея нет. Меньший остров называется Люндей, название переводится как «остров ту́пиков»: на скалах в летнее время живёт большая колония тупиков. Люндей расположен близко к Хусавику.
Швед Гардар Сваварсон был одним из первых скандинавов, поселившихся в Исландии примерно в 860 г н. э. Он построил дом у залива, но провёл в нём лишь несколько зимних месяцев перед тем, как покинул Исландию.